# 單鬚飛魚
單鬚飛魚（学名：Exocoetus monocirrhus）为飞鱼科飞鱼属的鱼类。分布于南海、台湾海峡、东海等海域。该物种的模式产地在中国海。